# Weeting
Weeting – wieś w Anglii, w Norfolk. Weeting jest wspomniana w Domesday Book (1086) jako Wetinga/Wetinge.